# Se til venstre, der er en Svensker
Se til venstre, der er en Svensker er en dansk dogmefilm fra 2003, instrueret af Natasha Arthy efter manuskript af Kim Fupz Aakeson.

## Medvirkende
- Sidse Babett Knudsen
- Lotte Andersen
- Søren Byder
- Lene Maria Christensen
- Mette Horn
- Louise Mieritz
- Tina Gylling Mortensen
- Vigga Bro
- Jimmy Jørgensen
- Björn Kjellman